# Czeczeńsko-Inguska Autonomiczna Socjalistyczna Republika Radziecka
Czeczeńsko-Inguska Autonomiczna Socjalistyczna Republika Radziecka, Czeczeńsko-Inguska ASRR – republika autonomiczna w Związku Radzieckim, wchodząca w skład Rosyjskiej Federacyjnej Socjalistycznej Republiki Radzieckiej. 
Czeczeńsko-Inguska ASRR została utworzona 5 grudnia 1936 r.; w wyniku poszerzenia autonomii i zmiany statusu istniejącego od 1934 r. Czeczeńsko-Inguskiego Obwodu Autonomicznego. 7 marca 1944 r. w ramach stalinowskich represji wobec Czeczenów i Inguszy, oskarżanych o to, iż w czasie II wojny światowej poparli atakujące radziecki Kaukaz wojska niemieckie, republika została zlikwidowana, jej obszary włączone w skład Kraju Stawropolskiego, a Czeczeni i Ingusze – wysiedleni do azjatyckiej części Związku Radzieckiego (głównie do Kazachstanu i Kirgistanu). Kilka dni później, 22 marca dokonano korekty podziału administracyjnego dawnych obszarów Czeczeńsko-Inguskiej ASRR i część włączono do Północnoosetyjskiej ASRR, część do Dagestańskiej ASRR, część do Gruzińskiej SRR, a część pozostawiono w obrębie Kraju Stawropolskiego.
Po śmierci Stalina pozwolono Czeczenom i Inguszom na powrót do ojczyzny i 9 stycznia 1957 r. reaktywowano Czeczeńsko-Inguską ASRR, jednak w nieznacznie zmniejszonym terytorialnie stanie w stosunku do czasów sprzed 1944 roku (utrzymano w mocy postanowienia o przekazaniu Północnoosetyjskiej SRR pewnych zamieszkanych niegdyś przez Inguszy obszarów; tereny te do dziś są przedmiotem sporu pomiędzy rosyjskimi republikami: Północną Osetią-Alanią a Inguszetią).
Czeczeńsko-Inguska ASRR przestała istnieć w listopadzie 1990 r. na fali zmian związanych z rozpadem ZSRR. Wkrótce potem ogłosiła niepodległość, a następnie rozdzieliła się na dwa kraje: Czeczenię i Inguszetię. Inguszetia szybko ponownie weszła w skład Rosji, natomiast Czeczenia przez kilka lat zachowała faktyczną niezależność (nieuznawaną przez niemal żaden kraj świata), a następnie została zbrojnie przyłączona do Rosji. (Zobacz też: II wojna czeczeńska)
Prawnymi kontynuacjami Czeczeńsko-Inguskiej SRR są autonomiczne rosyjskie republiki: Czeczenia i Inguszetia.
 Informacje n.t. położenia, gospodarki, historii, ludności itd. Czeczeńsko-Inguskiej Autonomicznej Socjalistycznej Republiki Radzieckiej znajdują się w: artykułach poświęconych Republice Czeczenii i Republice Inguszetii, jak obecnie nazywają się będące prawnymi następcami Czeczeńsko-Inguskiej ASRR rosyjskie jednostki polityczno-administracyjne.